# Internazionali d'Italia 1995
Gli Internazionali d'Italia 1995 sono stati un torneo di tennis giocato sulla terra rossa. È stata la 52ª edizione degli Internazionali d'Italia, che fa parte della categoria ATP Super 9 nell'ambito dell'ATP Tour 1995, e della Tier I nell'ambito del WTA Tour 1995. Sia che il torneo maschile che quello femminile si sono giocati al Foro Italico di Roma in Italia.

## Campioni

### Singolare maschile

L'austriaco Thomas Muster, vincitore del torneo di singolare maschile.

Thomas Muster ha battuto in finale  Sergi Bruguera con il punteggio di 3–6, 7–6(5), 6–2, 6–3

### Singolare femminile
Conchita Martínez ha battuto in finale  Arantxa Sánchez Vicario con il punteggio di 6–3, 6–1

### Doppio maschile
Cyril Suk /  Daniel Vacek hanno battuto in finale  Jan Apell /  Jonas Björkman con il punteggio di 6–3, 6–4

### Doppio femminile
Gigi Fernández /  Nataša Zvereva hanno battuto in finale  Conchita Martínez /  Patricia Tarabini con il punteggio di 3–6, 7–6, 6–4